# Glovelier
Glovelier est une localité et une ancienne commune suisse du canton du Jura.

## Géographie

Photo aérienne (1955)

Le village de Glovelier se trouve à 12 km à vol d’oiseau à l’ouest-sud-ouest de Delémont, au pied de la Combe-Tabeillon, qui descend du plateau des Franches-Montagnes. La localité est arrosée par le ruisseau Le Tabeillon. Le point le plus bas se situe au village, à 505 mètres d’altitude, et le point le plus haut à 1 004 mètres d’altitude, au lieu-dit Jolimont.
Les hameaux de Sceut et de Foradray se situent sur le territoire de la localité.

## Toponymie
Le nom de la commune se compose d’un nom de personne germanique tel que Liubold, Liodold, Liutbald ou Liuthold et du substantif roman villāre, qui désigne un domaine, un groupe de fermes ou un hameau.
La première occurrence écrite du toponyme date de 1161, sous la forme de Lovilir.  
La commune se nomme Yovlî ou Glovlî en patois vâdais.
Son ancien nom allemand est Lietingen.

## Population et société

### Surnoms
Les habitants de la commune sont surnommés les Tripets, soit ceux qui sont déconfits ou qui mangent des tripes.

### Démographie
La localité compte 481 habitants en 1818, 537 en 1850, 634 en 1900, 898 en 1950, 1 122 en 2000, 1 201 en 2010 et 1 193 en 2012.

## Histoire
Les découvertes archéologiques permettent d’affirmer que la région fut habitée à l’âge de bronze et à l’époque romaine.
En 1876, découverte de nombreux ossements humains lors du creusage de puits d'écoulement des eaux du tunnel Montmelon-Glovelier, ainsi que de squelettes et d'armes entre Glovelier et Bassecourt.
De 1793 à 1815, Glovelier a appartenu à la France, dans le département du Mont-Terrible, puis dans celui du Haut-Rhin. À la suite d'une décision du Congrès de Vienne, en 1815, la commune de Glovelier a été attribuée au canton de Berne. 
Depuis le 1er janvier 1979, la commune fait partie du canton du Jura. Le 1er janvier 2013, la commune a fusionné avec celles de  Bassecourt, Courfaivre, Soulce et Undervelier pour former la nouvelle commune de Haute-Sorne.

## Économie
Village agricole jusqu’à la fin du XIXe siècle, Glovelier s’est industrialisé avec le développement de la fabrication de boîtes de montres. Aujourd’hui, la localité abrite notamment l’entreprise Biwi, spécialisée dans le moulage d'élastomères et de plastiques, et l’entreprise Pibor Iso qui fabrique des composants de boîtes de montres.
Une scierie industrielle, appartenant à Corbat Holding, est un important fabricant de traverses de chemin de fer.

## Sport

### Football
Fondé en 1946, le FC Glovelier est toujours en activité et appartient à l'une des plus grandes société du village. Le club est constitué de deux équipes majeures: l'une en 3ème ligue et l'autre en 5ème ligue région Bern-Jura. Les deux équipes évoluent à domicile au Stade des Places se situant à l'entrée Nord du village.  

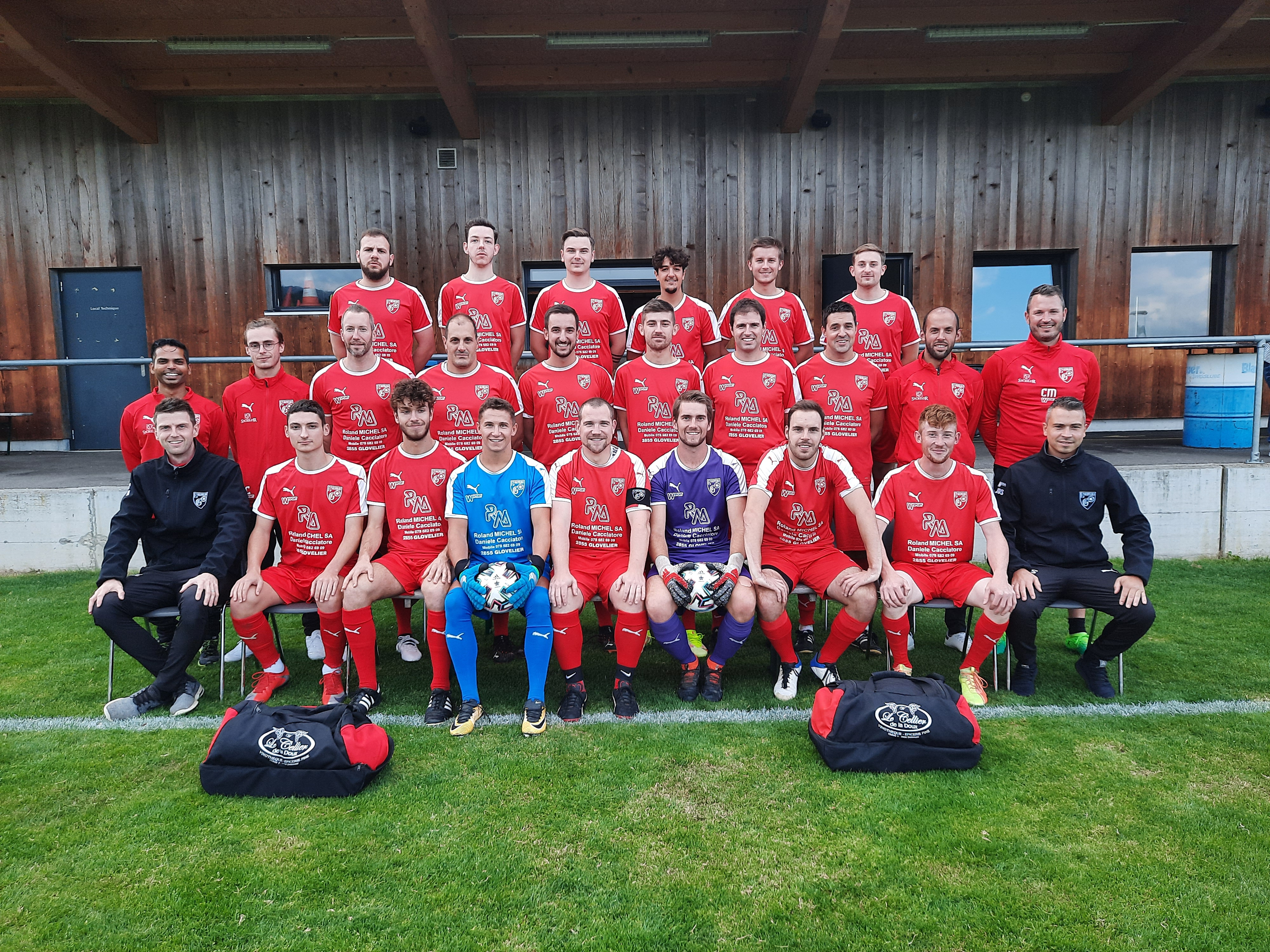
Première équipe 2021-2022

## Transports
- CFF :
  - Ligne Delémont - Delle
  - Ligne S3 du Regio S-Bahn Bâle (Porrentruy – Delémont – Bâle – Olten)

- Chemins de fer du Jura :
  - Ligne ferroviaire La Chaux-de-Fonds – Le Noirmont – Saignelégier – Glovelier
  - Bus Glovelier – Montfaucon – Saignelégier
  - Bus Glovelier – Saulcy – Lajoux – Les Genevez – Tramelan

- CarPostal :
  - Ligne 51 Courfaivre – Bassecourt – Glovelier – Boécourt – Montavon

- Autoroute A16 (Bienne-Boncourt)  8 (Glovelier)

## Curiosités
- Site protégé de la Combe-Tabeillon-Bollement